# Spice Live
Spice Live fue un canal de televisión por suscripción de modalidad PPV que ofrecía contenido erótico y cine para adultos, lanzado en Latinoamérica en 1996 junto a Playboy TV.

## Historia
El canal inició en noviembre de 1996 en todo Latinoamérica como un servicio PPV bajo el nombre AdulTVision, creado mediante un esfuerzo conjunto entre Cisneros Television Group y Playboy Enterprises Inc., que formaron la empresa Playboy TV Latin America LLC. Fue lanzado exclusivamente para el servicio de televisión satelital DirecTV y desde 1997 fue agregándose paulatinamente a otros cableoperadores, lanzándose también para la región ibérica de Europa (España y Portugal).
En 1998, Playboy Enterprises adquirió Spice Entertainment, con esto AdulTVision pasó a llamarse Spice en el segundo semestre de 1999, con una programación basada en la biblioteca de Spice Entertainment.
En menos de cinco años, el canal cambió de nombre otras tres veces: en 2001 pasó a llamarse Hot Network, luego de la adquisición de Hot Network por parte de Playboy Enterprises. El 1 de agosto de 2003 volvió al nombre Spice, identificándose como Spice Clips, el mismo que pasaría a denominarse definitivamente Spice Live en diciembre del mismo año.
El canal cesó sus emisiones en noviembre de 2006 para dejar lugar y otorgar su distribución al canal Private Gold (del sello europeo de cine para adultos Private Media Group), anteriormente distribuido y representado en la región por Pramer. Desde 2003 el canal se distribuía solo en el norte de Latinoamérica y en los países donde tenía alcance DirecTV.

## Programación
Fue el primer canal de televisión de programación erótica de Cisneros Television Group (que en 2000 pasó a ser Claxson Interactive Group) lanzado en modalidad PPV.
En 1997, Cisneros Television Group adquirió Imagen Satelital junto a su paquete de señales, entre ellas se encontraba el canal Venus. En febrero de 1998, Playboy Enterprises adquirió Spice Enertainment; de este modo, en 1999 fue lanzado la versión localizada del canal, renombrando a AdulTVision como Spice, volcando el contenido a películas y cortometrajes de corte erótico y sensual de la filmoteca de Spice Entertainment.
En Spice Live, la programación se dividía en dos bloques de 12 horas, con shows tematizados, clips de 5 y 7 minutos, 3 horas originales en vivo, shows en vivo de streap tease, programas hardcore, en tiempo real, interactivos y dinámicos, entre otros. Cada show poseía una Clip Jockey (CJs) o conductora que presentaba los clips y además interactuaba con los televidentes.